# Venerin prijelaz
Venerin prijelaz ili Venerin tranzit prijelaz je Venere ispred Sunca i zakrivanje dijela njegova kruga. Ne događa se svaki put kad se Venera nađe između Zemlje i Sunca jer se ravnine gibanja Venere i Zemlje oko Sunca razlikuju za 3.4° pa je Venera najčešće iznad ili ispod Sunčeva diska. Pojavljuje se 4 puta u 243 godine i obično traje po nekoliko sati (prijelaz 2012. trajao je 6 sati i 40 minuta): između prve i druge pojave razmak je 8 godina (s nekoliko dana razlike) između druge i treće pojave razmak je 105.5 godina, između treće i četvrte opet 8 godina, a do novoga ciklusa treba čekati 121.5 godina. 
Vrijeme Venerinog prijelaza 1631. predvidio je Johannes Kepler; njegove je proračune usavršio Jeremiah Horrocks, koji je prijelaz motrio 1639. metodom projekcije, što i danas prakticiraju amateri. Prijelazi nisu potpuno vidljivi s cijele Zemlje, tj. prijelaz Venere ne mogu vidjeti promatrači iz onih dijelova Zemlje na kojima je u vrijeme prijelaza noć. Venerin je prijelaz kroz povijest bivao popraćen velikom mobilizacijom znanstvenika i opreme te organizacijom ekspedicija i međunarodnih suradnji kako bi se promatrao iz različitih dijelova svijeta. Ruđer Bošković je za britanski Royal Society sudjelovao u organiziranju dviju takvih ekspedicija (Istanbul 1761. i Kalifornija 1769.). Venerini prijelazi poslužili su za određivanje Sunčeve paralakse, odnosno udaljenosti Zemlje od Sunca (prema metodi Edmonda Halleyja), zatim za procjenu Venerina promjera, a pri prijelazu 1761. Mihail Vasiljevič Lomonosov zapazio je Venerinu atmosferu.
Prije prvih preciznih kronometara, Venerin prijelaz promatrao se i radi određivanja mjesnoga meridijana (zemljopisne dužine). Tako je i ekspedicija Jamesa Cooka s pomoću promatranja Venerina prijelaza 1769. precizno odredila položaj Tahitija.

## Tranzit ili prijelaz
Tranzit (njemački transit < talijanski transito < latinski transitus: prijelaz, prolaženje, prolaz) ili prijelaz u astronomiji označava prijelaz Merkura ili Venere preko Sunčeva kruga; općenitije, prijelaz manjega nebeskog tijela ili sjene manjega tijela preko kruga većega tijela, npr. prirodnih satelita ispred planeta (Venerin prijelaz). Zaklanjanje manjega tijela većim naziva se okultacija. 11. lipnja 2247. Venerin prijelaz bit će vidljiv sa Zemlje.

### Merkurov prijelaz
Merkurov prijelaz ili Merkurov tranzit prijelaz je Merkura preko Sunčeva kruga (viđeno sa Zemlje). U trenutku prijelaza Merkur se vidi kao mala točkica na Sunčevom krugu. Merkurov prijelaz vidi se češće od Venerinog prijelaza — između 13 i 14 prijelaza tijekom jednog stoljeća — jer je Merkur bliži Suncu i češće se okreće. Merkurovi prijelazi događaju se ili u svibnju ili u studenom. Zadnja tri prijelaza dogodila su se 1999., 2003. i 2006.; a sljedeći će se pojaviti 2016. godine. 
3. lipnja 2014. prvi puta je Merkurov prijelaz viđen s Marsa, odnosno marsovskog vozila Curiosity.

## Slike
- Metoda mjerenja vremenskog trajanja Venerinog prijelaza kako bi se odredila Sunčeva paralaksa (Johann Franz Encke).
- Venerin prijelaz iz 1882.
- Venerin prijelaz 2004. viđen iz Izraela.
- Venerin prijelaz 2012. (NASA).
- Venerin prijelaz 2012. (NASA).

## Učestalost Venerinih prijelaza
Venerini prijelazi trenutačno javljaju se sami u lipnju i prosincu. Prijelazi se obično javljaju u paru, skoro istog nadnevka u razmaku od osam godina. To se događa zato što je vrijeme od osam zemaljskih godina skoro jednako vremenu od trinaest Venerinih godina pa su ta dva planeta u osam godina gotovo u istim položajima.
| Prošli Venerini prijelazi | Prošli Venerini prijelazi         | Prošli Venerini prijelazi         | Prošli Venerini prijelazi         | Prošli Venerini prijelazi | Prošli Venerini prijelazi                    |
| Nadnevak prijelaza        | Nadnevak srednjeg prijelaza (UTC) | Nadnevak srednjeg prijelaza (UTC) | Nadnevak srednjeg prijelaza (UTC) | Bilješke | Staza prijelaza (HM Nautical Almanac Office) |
| Nadnevak prijelaza        | Početak                           | Sredina                           | Kraj                              | Bilješke | Staza prijelaza (HM Nautical Almanac Office) |
| ------------------------- | --------------------------------- | --------------------------------- | --------------------------------- | --- | -------------------------------------------- |
| 23. studenog 1396.        | 15:45                             | 19:27                             | 23:09                             | Zadnji prijelaz koji nije u paru. | [ 5 ]                                        |
| 25. – 26. svibanj 1518.   | 22:46 25. svibanj                 | 01:56 26. svibanj                 | 05:07 26. svibanj                 | | [ 6 ]                                        |
| 23. svibanj 1526.         | 16:12                             | 19:35                             | 21:48                             | Zadnji prijelaz prije otkrića teleskopa. | [ 7 ]                                        |
| 7. prosinca 1631.         | 03:51                             | 05:19                             | 06:47                             | Predvidio ga Johannes Kepler. | [ 8 ]                                        |
| 4. prosinca 1639.         | 14:57                             | 18:25                             | 21:54                             | Prvi Venerin prijelaz koje su promatrali Jeremiah Horrocks i William Crabtree. | [ 9 ]                                        |
| 6. lipnja 1761.           | 02:02                             | 05:19                             | 08:37                             | Mihail Vasiljevič Lomonosov, Jean-Baptiste Chappe d'Auteroche i neki drugi su promatrali iz Rusije; Charles Mason i Jeremiah Dixon su promatrali s Rta dobre nade (Južnoafrička Republika). | [ 10 ]                                       |
| 3. – 4. lipnja 1769.      | 19:15 3. lipnja                   | 22:25 3. lipnja                   | 01:35 4. lipnja                   | James Cook na svom prvom putanju za Tahiti sa zadatkom da promatra prijelaz, Jean-Baptiste Chappe d'Auteroche u San José del Cabo (Baja California) i Maximilian Hell u Vardø (Norveška).   | [ 11 ]                                       |
| 9. prosinca 1874.         | 01:49                             | 04:07                             | 06:26                             | Pietro Tacchini je vodio putovanje u Muddapur (Indija). Francuska grupa je išla do otočja Campbell (Novi Zeland) i britanska grupa znanstvenika je putovala na Havaje.                      | [ 12 ]                                       |
| 6. prosinca 1882.         | 13:57                             | 17:06                             | 20:15                             | | [ 13 ]                                       |
| 8. lipnja 2004.           | 05:13                             | 08:20                             | 11:26                             | | [ 14 ]                                       |
| 5. – 6. lipnja 2012.      | 22:09 5. lipnja                   | 01:29 6. lipnja                   | 04:49 6. lipnja                   | Bilo je vidljivo iz cijelog Tihog oceana i Istočne Azije, dok je početak prijelaza bio vidljiv iz Sjeverne Amerike i završetak iz Europe.                                                   | [ 15 ]                                       |

| Budući Venerini prijelazi | Budući Venerini prijelazi         | Budući Venerini prijelazi         | Budući Venerini prijelazi         | Budući Venerini prijelazi | Budući Venerini prijelazi                    |
| Nadnevak prijelaza        | Nadnevak srednjeg prijelaza (UTC) | Nadnevak srednjeg prijelaza (UTC) | Nadnevak srednjeg prijelaza (UTC) | Bilješke | Staza prijelaza (HM Nautical Almanac Office) |
| Nadnevak prijelaza        | Početak                           | Sredina                           | Kraj                              | Bilješke | Staza prijelaza (HM Nautical Almanac Office) |
| ------------------------- | --------------------------------- | --------------------------------- | --------------------------------- | --- | -------------------------------------------- |
| 10. – 11. prosinca 2117.  | 23:58 10. prosinca                | 02:48 11. prosinca                | 05:38 11. prosinca                | Potpun prijelaz bit će vidljiv iz Kine, Japana, Tajvana, Indonezije i Australije. Djelomični prijelaz vidljiv sa zapadne obale SAD-a, Indije, većeg dijela Afrike i Bliskog istoka. | [ 16 ]                                       |
| 8. prosinca 2125.         | 13:15                             | 16:01                             | 18:48                             | Potpun prijelaz bit će vidljiv iz Južne Amerike i istočnog dijela SAD-a. Djelomični prijelaz vidljiv iz zapadnog dijela SAD-a, Europe i Afrike.                                     | [ 17 ]                                       |
| 11. lipnja 2247.          | 08:42                             | 11:33                             | 14:25                             | Potpun prijelaz bit će vidljiv iz Afrike, Europe i Bliskog istoka. Djelomični prijelaz vidljiv u Istočnoj Aziji, Indoneziji, Sjevernoj i Južnoj Americi.                            | [ 18 ]                                       |
| 9. lipnja 2255.           | 01:08                             | 04:38                             | 08:08                             | Potpun prijelaz bit će vidljiv iz Rusije, Indije, Kine i zapadne Australije. Djelomični prijelaz vidljiv u Africi, Europi i na zapadu SAD-a.                                        | [ 19 ]                                       |
| 12. – 13. prosinca 2360.  | 22:32 12. prosinca                | 01:44 13. prosinca                | 04:56 13. prosinca                | Potpun prijelaz bit će vidljiv iz Australije i većeg dijela Indonezije. Djelomični prijelaz vidljiv u Azije, Afrike i zapadnog dijela Amerika.                                      | [ 20 ]                                       |
| 10. prosinca 2368.        | 12:29                             | 14:45                             | 17:01                             | Potpun prijelaz bit će vidljiv iz Južne Amerike, zapadne Afrike i istočne obale SAD-a. Djelomični prijelaz vidljiv u Europi, na zapadu SAD-a i na Bliskom istoku.                   | [ 21 ]                                       |
| 12. lipnja 2490.          | 11:39                             | 14:17                             | 16:55                             | Potpun prijelaz bit će vidljiv iz većeg dijela Sjeverne i Južne Amerike, Zapadne Afrike i Europe. Djelomični prijelaz vidljiv u Istočnoj Africi, Bliskom istoku i Aziji.            | [ 22 ]                                       |
| 10. lipnja 2498.          | 03:48                             | 07:25                             | 11:02                             | Potpun prijelaz bit će vidljiv iz većeg dijela Europe, Azije, Bliskog istoka i Istočne Afrike. Djelomični prijelaz vidljiv u Istočnim Amerikama, Indoneziji i Australiji.           | [ 23 ]                                       |